# Funzione di Onsager-Machlup
La funzione Onsager–Machlup è una funzione che riassume la dinamica di un processo stocastico continuo. Viene utilizzato per definire una funzione di densità di probabilità per un processo stocastico ed è simile alla Lagrangiana di un sistema dinamico . Prende il nome da Lars Onsager e Stefan Machlup che furono i primi a considerare tali densità di probabilità.
La dinamica di un processo stocastico continuo X dal tempo t = 0 a t = T in una dimensione, che soddisfa un'equazione differenziale stocastica {\displaystyle dX_{t}=b(X_{t})\,dt+\sigma (X_{t})\,dW_{t}} dove W è un processo di Wiener, può essere descritto approssimativamente dalla funzione di densità di probabilità del suo valore {\displaystyle x_{i}} in un numero finito di punti nel tempo {\displaystyle t_{i}}:
{\displaystyle p(x_{1},\ldots ,x_{n})=\left(\prod _{i=1}^{n-1}{\frac {1}{\sqrt {2\pi \sigma (x_{i})^{2}\Delta t_{i}}}}\right)\exp \left(-\sum _{i=1}^{n-1}L\left(x_{i},{\frac {x_{i+1}-x_{i}}{\Delta t_{i}}}\right)\,\Delta t_{i}\right)} dove {\displaystyle L(x,v)={\frac {1}{2}}\left({\frac {v-b(x)}{\sigma (x)}}\right)^{2}}e {\displaystyle \Delta t_{i}=t_{i+1}-t_{i}>0}, {\displaystyle t_{1}=0} e {\displaystyle t_{n}=T}.

Un'approssimazione simile è possibile per processi in dimensioni superiori.
L'approssimazione è più accurata per {\displaystyle \Delta t_{i}} molto piccoli, ma nel limite {\displaystyle \Delta t_{i}\rightarrow 0} la funzione di densità di probabilità diventa mal definita, uno dei motivi è che il prodotto dei termini {\displaystyle {\frac {1}{\sqrt {2\pi \sigma (x_{i})^{2}\Delta t_{i}}}}} diverge all'infinito.
Nonostante questo, per definire una densità per il processo stocastico continuo X, si considerano comunque i rapporti di probabilità di X che giaciono entro una piccola distanza ε dalle curve lisce {\displaystyle \varphi _{1}} e {\displaystyle \varphi _{2}}:
{\displaystyle {\frac {P\left(\left|X_{t}-\varphi _{1}(t)\right|\leq \varepsilon {\text{ for every }}t\in [0,T]\right)}{P\left(\left|X_{t}-\varphi _{2}(t)\right|\leq \varepsilon {\text{ for every }}t\in [0,T]\right)}}\to \exp \left(-\int _{0}^{T}L\left(\varphi _{1}(t),{\dot {\varphi }}_{1}(t)\right)\,dt+\int _{0}^{T}L\left(\varphi _{2}(t),{\dot {\varphi }}_{2}(t)\right)\,dt\right)} con ε → 0, dove L è la funzione di Onsager-Machlup .

## Definizione
Consideriamo una varietà Riemanniana con d-dimensioni {\displaystyle M} e un processo di diffusione {\displaystyle X=\{X_{t}:0\leq t\leq T\}} su {\displaystyle M} con generatore infinitesimale {\displaystyle 1/2\Delta _{M}+b} dove {\displaystyle \Delta _{M}} è l'operatore Laplace-Beltrami e {\displaystyle b} è un campo vettoriale.
Per ogni coppia di curve lisce qualsiasi {\displaystyle \varphi _{1},\varphi _{2}:[0,T]\rightarrow M} vale:
{\displaystyle \lim _{\varepsilon \downarrow 0}{\frac {P\left(\rho (X_{t},\varphi _{1}(t))\leq \varepsilon {\text{ for every }}t\in [0,T]\right)}{P\left(\rho (X_{t},\varphi _{2}(t))\leq \varepsilon {\text{ for every }}t\in [0,T]\right)}}=\exp \left(-\int _{0}^{T}L\left(\varphi _{1}(t),{\dot {\varphi }}_{1}(t)\right)\,dt+\int _{0}^{T}L\left(\varphi _{2}(t),{\dot {\varphi }}_{2}(t)\right)\,dt\right)} dove {\displaystyle \rho } è la distanza Riemanniana, {\displaystyle \scriptstyle {\dot {\varphi }}_{1},{\dot {\varphi }}_{2}} denotano le derivate prime di {\displaystyle \varphi _{1}}, {\displaystyle \varphi _{2}}, e {\displaystyle L} è chiamata funzione di Onsager–Machlup.

La funzione Onsager–Machlup è data da:
{\displaystyle L(x,v)={\tfrac {1}{2}}\|v-b(x)\|_{x}^{2}+{\tfrac {1}{2}}\operatorname {div} \,b(x)-{\tfrac {1}{12}}R(x)} dove {\displaystyle \lVert \cdot \rVert _{x}} è la norma Riemanniana nello spazio tangente {\displaystyle T_{x}(M)} in x, {\displaystyle div\ b(x)} è la divergenza di {\displaystyle b} in x, e {\displaystyle R(x)} è la curvatura scalare in x.

## Esempi
Gli esempi seguenti forniscono espressioni esplicite per la funzione Onsager-Machlup di processi stocastici continui.

### Processo di Wiener sulla retta reale
La funzione Onsager-Machlup di un processo di Wiener sulla retta reale R è data da:  {\displaystyle L(x,v)={\tfrac {1}{2}}|v|^{2}} 
Dimostrazione:
Sia {\displaystyle X=\{X_{t}:0\leq t\leq T\}} un processo di Wiener su R e sia φ : [0, T ] → R una curva differenziabile due volte tale che {\displaystyle \varphi (0)=X_{0}}.
Definire un altro processo {\displaystyle X^{\varphi }=\{X_{t}^{\varphi }:0\leq t\leq T\}} per {\displaystyle X_{t}^{\varphi }=X_{t}-\varphi (t)} e una misura {\displaystyle P^{\varphi }} per {\displaystyle P^{\varphi }=\exp \left(\int _{0}^{T}{\dot {\varphi }}(t)\,dX_{t}^{\varphi }+\int _{0}^{T}{\tfrac {1}{2}}\left|{\dot {\varphi }}(t)\right|^{2}\,dt\right)\,dP.}
Per ogni ε > 0, la probabilità che {\displaystyle \left\vert X_{t}-\varphi (t)\right\vert \leq \epsilon } per ogni t ∈ [0, T] soddisfi
{\displaystyle {\begin{aligned}P\left(\left|X_{t}-\varphi (t)\right|\leq \varepsilon {\text{ for every }}t\in [0,T]\right)&=P\left(\left|X_{t}^{\varphi }\right|\leq \varepsilon {\text{ for every }}t\in [0,T]\right)\\&=\int _{\left\{\left|X_{t}^{\varphi }\right|\leq \varepsilon {\text{ for every }}t\in [0,T]\right\}}\exp \left(-\int _{0}^{T}{\dot {\varphi }}(t)\,dX_{t}^{\varphi }-\int _{0}^{T}{\tfrac {1}{2}}|{\dot {\varphi }}(t)|^{2}\,dt\right)\,dP^{\varphi }.\end{aligned}}}

Per il teorema di Girsanov, la distribuzione di Xφ sotto Pφ è uguale alla distribuzione di X sotto P, quindi quest'ultima può essere sostituita dalla prima:
{\displaystyle P(|X_{t}-\varphi (t)|\leq \varepsilon {\text{ for every }}t\in [0,T])=\int _{\left\{\left|X_{t}^{\varphi }\right|\leq \varepsilon {\text{ for every }}t\in [0,T]\right\}}\exp \left(-\int _{0}^{T}{\dot {\varphi }}(t)\,dX_{t}-\int _{0}^{T}{\tfrac {1}{2}}|{\dot {\varphi }}(t)|^{2}\,dt\right)\,dP.}

Per il lemma di Itō vale la seguente equaglianza:
{\displaystyle \int _{0}^{T}{\dot {\varphi }}(t)\,dX_{t}={\dot {\varphi }}(T)X_{T}-\int _{0}^{T}{\ddot {\varphi }}(t)X_{t}\,dt,}
Dove {\displaystyle \scriptstyle {\ddot {\varphi }}} è la derivata seconda di φ, e quindi questo termine è di ordine ε nell'evento in cui {\displaystyle \vert X_{t}\vert \leq \epsilon } per ogni t ∈ [0, T ] e scomparirà nel limite ε → 0, quindi
{\displaystyle \lim _{\varepsilon \downarrow 0}{\frac {P(|X_{t}-\varphi (t)|\leq \varepsilon {\text{ for every }}t\in [0,T])}{P(|X_{t}|\leq \varepsilon {\text{ for every }}t\in [0,T])}}=\exp \left(-\int _{0}^{T}{\tfrac {1}{2}}|{\dot {\varphi }}(t)|^{2}\,dt\right).}

### Processi di diffusione con coefficiente di diffusione costante su spazio euclideo
La funzione di Onsager-Machlup nel caso unidimensionale con coefficiente di diffusione costante σ è data da:
{\displaystyle L(x,v)={\frac {1}{2}}\left|{\frac {v-b(x)}{\sigma }}\right|^{2}+{\frac {1}{2}}{\frac {db}{dx}}(x).}
Nel caso con d-dimensioni, con σ uguale alla matrice unitaria, la funzione è data da {\displaystyle L(x,v)={\frac {1}{2}}\|v-b(x)\|^{2}+{\frac {1}{2}}(\operatorname {div} \,b)(x)}, dove || ⋅ || è la norma euclidea e {\displaystyle (\operatorname {div} \,b)(x)=\sum _{i=1}^{d}{\frac {\partial }{\partial x_{i}}}b_{i}(x).} 

## Generalizzazioni
Le generalizzazioni sono state ottenute indebolendo la condizione di differenziabilità sulla curva φ. Invece di prendere la distanza massima tra il processo stocastico e la curva in un intervallo di tempo, sono state considerate altre condizioni come distanze basate su norme completamente convessee norme di tipo Hölder, Besov e Sobolev.

## Applicazioni
La funzione Onsager-Machlup può essere utilizzata per scopi di riponderazione e campionamento delle traiettorie, nonché per determinare la traiettoria più probabile di un processo di diffusione.
- Lagrangiana
- Integrazione funzionale